# Ständiger Bevollmächtigter des PKGr
Der Ständige Bevollmächtigte des Parlamentarischen Kontrollgremiums unterstützt als Hilfsorgan des deutschen Parlamentarischen Kontrollgremiums die parlamentarische Kontrolle der Nachrichtendienste des Bundes. Seit dem 6. April 2022 übt Matthias Bartke das Amt aus. Erster Amtsinhaber und Vorgänger von Bartke war ab dem 10. Januar 2017 Arne Schlatmann.

## Reformbedarf und Entstehung
Die in den NSA/NSU-Untersuchungsausschüssen gezeigten Defizite bei der parlamentarischen Kontrolle der Nachrichtendienste führten 2016 zur Novellierung des Kontrollgremiumgesetzes (PKGrG).
In der Begründung der Novellierung des PKGrG (Gesetz zur weiteren Fortentwicklung der parlamentarischen Kontrolle der Nachrichtendienste des Bundes vom 30. November 2016) wurde festgestellt, dass eine strukturelle Kontrolle nicht hinreichend gewährleistet war. Die dem Kontrollgremium zustehenden Kontrollrechte wurden aufgrund der zu geringen Mitarbeiterzahl und der steigenden Komplexität der Kontrollgegenstände (u. a. im Bereich SIGINT) nicht mit der nötigen Intensität wahrgenommen.
Mit der am 7. Dezember 2016 in Kraft getretenen Novellierung des PKGrG wurde das Amt des „Ständigen Bevollmächtigten des Parlamentarischen Kontrollgremiums“ geschaffen. Es unterstützt die zuständigen Gremien des Bundestages – das Parlamentarische Kontrollgremium, das Vertrauensgremium und die G 10-Kommission. Zuvor gab es nur ein Ausschusssekretariat und eine „Task Force“.

## Grundsätze und Rechtsstellung
Das Amt des Ständigen Bevollmächtigten wird in § 5a und § 5b PKGrG geregelt. Als Hilfsorgan eines Gremiums des Deutschen Bundestages ist das Amt der Legislative zuzurechnen.
Der Ständige Bevollmächtigte wird auf Vorschlag des Parlamentarischen Kontrollgremiums vom Bundestagspräsidenten für die Dauer von fünf Jahren ernannt. Der Vorschlag erfolgt mit der Mehrheit der Mitglieder des Kontrollgremiums. Eine Wiederernennung ist einmalig zulässig. Das Amtsverhältnis endet mit Ablauf der Amtszeit oder mit der Entbindung, welche der Bundestagspräsident auf Ersuchen von drei Vierteln der Mitglieder des PKGr vornimmt.
Er steht in einem öffentlich-rechtlichen Amtsverhältnis und darf zur gleichen Zeit kein anderes besoldetes Amt bekleiden und keinen anderen Beruf ausüben. Er erhält Amtsbezüge in Höhe der Besoldungsgruppe B 9 eines Bundesbeamten.

## Aufgaben und Tätigwerden
Der Ständige Bevollmächtigte prüft auf Weisung des Parlamentarischen Kontrollgremiums ausgewählte Sachverhalte nach pflichtgemäßem Ermessen. Auch das Vertrauensgremium kann im Benehmen mit dem Parlamentarischen Kontrollgremium Aufträge an den Ständigen Bevollmächtigten erteilen.
Zu seinen Aufgaben gehört die Vorbereitung der Sitzungen und Berichte des PKGr. Er nimmt regelmäßig an den Sitzungen des Parlamentarischen Kontrollgremiums, der G 10-Kommission und des Vertrauensgremiums teil. Er berichtet dem Parlamentarischen Kontrollgremium bei jeder Sitzung über die Ergebnisse seiner Untersuchungen und sonstigen Tätigkeit.
Da die Sitzungen des PKGr gemäß § 10 Abs. 1 PKGrG geheim stattfinden, sind künftig jährliche öffentliche Anhörungen der Präsidenten der Nachrichtendienste
des Bundes vorgesehen, die vom Ständigen Bevollmächtigten vorbereitet werden. Vergleichbare Anhörungen werden regelmäßig im Nachrichtendienstkontrollausschuss
des US-Repräsentantenhauses durchgeführt; auch die Leiter der britischen Nachrichtendienste wurden
bereits öffentlich vom dortigen Kontrollausschuss angehört.

## Mitarbeiterstab und Befugnisse
Der Ständige Bevollmächtigte ist Vorgesetzter eines Mitarbeiterstabes. Gemäß § 12 PKGrG handelt es sich hierbei um Beschäftigte der Bundestagsverwaltung. In drei bis vier Referaten sollen 20 bis 30 Mitarbeiter tätig sein. Am 10. Januar 2017 wurde der Mitarbeiterstab als neue Unterabteilung „Parlamentarische Kontrolle Nachrichtendienste“ in der Bundestagsverwaltung eingerichtet.
Dem Ständigen Bevollmächtigten und seinen Mitarbeitern stehen gemäß § 12 Abs. 3 PKGrG die Kontrollbefugnisse des § 5 PKGrG nach Maßgabe der Weisungen zu. Die Befugnisse ermöglichen u. a., Akten und gespeicherte Daten einzusehen, Zutritt zu Dienststellen zu erlangen, Mitglieder der Bundesregierung und Beschäftigte von Bundesbehörden mündlich oder schriftlich zu befragen sowie von Gerichten und Behörden Rechts- und Amtshilfe zu verlangen.